# Murhoppspindel
Murhoppspindel (Marpissa muscosa)
är en spindelart som först beskrevs av Carl Alexander Clerck år 1757. Arten ingår i släktet Marpissa, och tillhör familjen hoppspindlar. Murhoppspindeln är livskraftig i Sverige och är den största arten av inhemsk hoppspindel.

## Utseende och storlek
Murhoppspindeln har lurvig behåring, kroppen är brun och grå, bakdelen är platt samt något långsmal.
Hanarna blir mellan 6 och 8 mm stora medan honorna kan växa till uppemot 10,5 mm, hanarna mognar även till vuxen ålder något tidigare under året (mitten av maj) än honorna (slutet av maj).

## Habitat
De går att hitta från Skåne till Uppland och föredrar att leva nära murar, väggar, trädgårdar, bark samt i barrskog.